# Древнемакедонский язык
Древнемакедо́нский язы́к — язык, на котором говорило население Древней Македонии в I тысячелетии до н. э. Большинство лингвистов прошлых лет и современных учёных признают этот язык архаичным диалектом древнегреческого языка. Из советских учёных эту точку зрения признавал Л. А. Гиндин.
Некоторое число лингвистов в прошлом отстаивало точку зрения, что древнемакедонский является самостоятельным языком — возможно ближайшим родственником древнегреческого, или самостоятельным палеобалканским индоевропейским языком. Эту точку зрения в РФ отстаивал В. П. Нерознак, а на западе — Рональд Артур Кроссланд (хотя и с этой точки зрения индоевропейский характер языка не оспаривается).
Данный язык не имеет прямого отношения к современному славянскому македонскому языку и не является его предком, будучи ему родственным лишь отдалённо в рамках индоевропейской языковой семьи, как и большинству других современных европейских языков. Язык мёртв, самое позднее с V века н. э. (последние многочисленные упоминания у Гесихия). Эпиграфический источник «Pella Katadesmos» свидетельствует о распространении обычного дорийского диалекта древнегреческого среди простых македонян в III веке до н. э., цари Македонии разговаривали на дорийском диалекте древнегреческого по крайней мере с начала V века до н. э.

## История и классификация языка
Существуют различные точки зрения на место древнемакедонского языка в системе индоевропейских. По одной из них, он представлял собой один из дорических диалектов древнегреческого, развившийся в результате изолированного существования греческих македонских племен и их смешивания с фракийскими и иллирийскими племенами в процессе экспансии на северо-восток. По другой точке зрения, отстаиваемой главным образом историками Северной Македонии, желающими перечеркнуть греческое происхождение античных македонян, древние македоняне сами были одним из фракийских племен или иного (негреческого) происхождения. Тем самым некоторые историки республики Северная Македония с 1945 года (основание СФРЮ Брозом Тито) делают попытки приписать историю древней Македонии новому политическому образованию — «Северной Македонии», население которой состоит на сегодняшний день из 65 % славян (весьма близких к болгарам), 25 % албанцев, 5 % турок, 2 % цыган, 3 % других национальностей.
Следует отметить, что в Греции по аналогичным политическим причинам жителей античной Македонии безоговорочно причисляют к грекам. При этом вариант о близости древнемакедонского к древнегреческому в результате общего происхождения из протогреческого, но как отдельного языка, рассматривается обеими сторонами крайне редко. С научной точки зрения доказана связь македонского именно с греческим, однако её характер (диалект ли античный македонский или самый близкий родич древнегреческих наречий — ионийского (включая аттический), дорийского (особенно), гомеровского и аркадо-кипрских), вследствие крайне малого количества данных, не может считаться установленным окончательно. Известно всего порядка 150 словоформ, иногда повреждённых переписчиками в условиях неоднозначности фонетической передачи греческим письмом македонской фонетики, особенно если македонский всё же был не греческим, а ближайшим его родственником.
Исконно македонские слова собраны в основном в лексиконе Гесихия из Александрии в V веке н. э., однако их недостаточное количество и возможные ошибки в глоссах не дают возможности утверждать однозначно о природе языка, на котором говорили древние македоняне, учитывая, что древнемакедонский язык вышел из активного употребления почти за тысячу лет до жизни Гесихия. Как видно из глосс (см. ниже), древнемакедонский был достаточно близок к древнегреческому языку, являясь фактически его диалектом.
Все надписи, обнаруженные на территории Древней Македонии до римского завоевания, написаны на греческом языке. Известные македонские имена за редкими исключениями имеют греческую этимологию. Македонские правители с древних времён ведут свой род от греческих царей. Нет ни одного свидетельства античного автора о том, что македоняне разговаривают с греками через переводчиков.
Однако греки в V—IV вв. до н. э. определённо отчуждали себя от македонян, именуя последних варварами. Плутарх в своих трудах несколько раз употребляет понятие македонский язык (или наречие).
По мере расширения контактов между Македонией и Древней Грецией среди местной элиты распространяется дорийский диалект; позднее среди образованных македонян распространился древнегреческий язык в виде облагороженного литературным аттическим диалектом койне, на базе ионийских наречий, который вскоре после походов Александра Македонского окончательно вытесняет древнемакедонский. К III веку до н. э. не только правящая элита, но и население Древней Македонии разговаривает на греческом, о чём свидетельствует так называемая Pella katadesmos, заклинание на свинцовой пластинке, обнаруженное в Пелле в 1986 году (опубликованное впервые в 1993) и датируемое IV или III веком до н. э. В заклинании некая женщина низкого социального статуса, судя по стилю надписи, просит демонов расстроить женитьбу некоего Дионисофена на Фетиме. Послание написано на языке, представляющем разновидность дорического (северо-западный диалект греческого), причём отличного от других форм дорического, что убедительно свидетельствует о македонском, а не пришлом происхождении автора.
Во времена Троянской войны (XIII век до н. э.) согласно Гомеру македонские племена ещё не выделились, а территорию Древней Македонии заселяли фракийцы. По легендам, исходящим от македонян, греки совершили в «тёмные» века (X—VIII вв. до н. э.) поход на земли фракийцев, осели там и существовали независимо от остальной Греции вплоть до первых контактов в VI веке до н. э. (см. статью Каран). О родстве в незапамятные времена дорийцев и македнов (видимо македонян, потому что названная область расселения совпадает с землями Древней Македонии) упоминал Геродот. Потом дорийцы переселились на Пелопоннес в XII—XI веках до н. э., а македоняне расширяли владения в противоположную сторону, на север и восток, вытесняя фракийские племена.
Научное изучение этого языка началось лишь в начале XX века Хофманом, впервые собравшим и описавшим древнемакедонские языковые следы, причём не только упомянутые Гесихием. Первое серьёзное систематическое исследование с использованием сравнительно-исторического аспекта осуществлено Каллерисом. Исследования Г. Б. Джаукяна рассматривают вопросы связи древнемакедонского и армянского. Нерознак выделяет в древнемакедонском несколько предположительных языковых слоёв лексики: архаический греческий слой, современный классическому состоянию, и негреческий (палеобалканский).
Лексика древнемакедонского языка чрезвычайно близка к древнегреческой, однако имеются существенные отличия в фонетике, не свойственные ни одному из древнегреческих диалектов. В частности, македонское β нередко соответствует греческому (аттическому) φ, макед. δ — греч. θ и т. д. (см. приведённые ниже образцы лексики).

## Элементы фонологии, морфологии и грамматики
Мы можем судить об этом языке (возможно, изолированном диалекте древнегреческого) только по упоминаниям древнегреческих авторов, главным образом Гесихия из Александрии. Любопытно, что его материалы основываются подчас на упоминании Америя — македонского лексикографа, вероятно являвшегося автором не дошедшего до нашего времени македонского словаря. Это около 190 лексем.

### Фонология
Элементы фонологии в ряде работ описаны подробно.
- Окказиональное развитие звонких аспирированных (*bh, *dh, *gh) в звонкие смычные (b, d, g) за несколькими исключениями[15] (например Βερενίκα, аттич. Φερενίκη) — имеется в виду ряд звуков обозначаемых так греческими буквами, о подлинном произношении «придыхательных» и «звонких смычных» мы ничего не знаем. В эпоху Гесихия «придыхательные» в греческом были глухими интердентальными, а «звонкие смычные» — интердентальными звонкими, поэтому никто не может быть уверен какие именно значения он придавал греческим буквам, для записи македонизмов — классическое аттическое произношение, или живое — выговор койне, который продолжен среднегреческим и димотикой.
- Сохранение долгого */aː/ (например Μαχάτας)
- [aː] как результат стяжения [aː] + [ɔː]

долгому [oː] соответствует по крайней мере в одном случае дифтонгическое? сочетание [au] <σαυτορία>• σωτηρία (спасение (мн. число)).
- Апокопа кратких гласных в соединении предлогов (παρκαττίθεμαι, аттич. παρακατατίθεμαι)
- Синкопа (гиферезис) и дифтонгизация используются с целью избежания зияния (например Θετίμα, аттич. Θεοτίμη)
- Окказиональное сохранение произношения [u] οf /u(ː)/ в местных культовых эпитетах или прозвищах (Κουναγίδας = Κυναγίδας)
- Переход /ɔː/ в /uː/ перед назальным (носовым) (например Κάνουν, аттич. Κανών)
- Индоевропейское по происхождению протогреческое *gw- перешло в g-, в отличие от греч. b-:

γοτάν gotán 'свинья' вин. ед. ч. (протоиндоевропейское *gwou- 'скот', аттическое βοτόν botón 'зверь', в множ. ч. βοτά botá 'пасомый скот').
- Упрощение сочетания звуков /ign/ до /iːn/ (γίνομαι, аттич. γίγνομαι)
- Потеря придыхания (аспирации) в скоплении согласных /sth/ (> /st/) (γενέσται, аттич. γενέσθαι)
- Переход начального τ- в ῥ-, на единственном примере ῥοῦτο rhouto это (средний род) ср. греч. τοῦτο, такие переходы называют ротацизмом.

Обычно это переход «s» или «z» в «r» (латынь, германские языки), но среди иранских языков встречаются случаи перехода (среднеперсидского и парфянского интердентального звонкого) [δ] в [r] — например — в Парфянском, судя по армянским заимствованиям типа aparank' из др.-ир. *apada: na, а также в мусульманско-татском и армяно-татском (мертвом) языке.

### Морфологические остатки
Элементы древнемакедонской морфологии выделяет уже Хоффманн в самом начале двадцатого века:
- Первое склонение мужск. и женск. род на -ας и -α соответственно (например Πεύκεστας, Λαομάγα)
- Генетив ед. числа мужск. рода 1-го склонения с флексией -α (например Μαχάτα)
- Локатив-датив? 1-го? склонения на -ᾳ?, если именно это явление стоит за застывшей формой (наречной) <ἰν δέᾳ>• μεσημβρίᾳ. Μακεδόνες
- <δανῶν>• κακοποιῶν. κτείνων. Μακεδόνες — возможно указывает на идентичность форманта прич. действ. залога наст вр-ни ед. числа в македонском античности и древнегреческом -ῶν
- Генетив мн. числа первого склонения с флексией -ᾶν
- Множественное число среднего рода 3 склонения основано на -τ??? на -τα???<ῥάματα>• βο[ς]τρύδια. σταφυλίς. Μακεδόνες (виноград Македонцы) [<ῥαμάς>• ὁ ὕψιστος θεός]
- Личное местоимение первого лица ед. числа в дат. падеже ἐμίν «мне»
- Указательное местоимение ῥοῦτο rhouto это (ср. род) ср. греч. τοῦτο (ротацизм)????
- Временной союз ὁπόκα
- Вероятно, несигматический номинатив мужского рода ед. числа в первом склонении (ἱππότα, аттич. ἱππότης)

## Лексика
Лексика в словаре Гесихия Александрийского
Большинство сохранившихся остатков приведены в словаре Гесихия, все современные списки словаря Гесихия восходят к единственной рукописи, в них могут быть банальные описки писцов, поэтому многие слова могли звучать в реальности иначе. Не исключается и ошибочная пометка слова как «македонского». В связи со всеми этими причинами — приводится большинство этих слов в алфавитном порядке с комментариями самого Гесихия. Какое из слов является на самом деле верно транскрибированным, а какое представляет собой ошибку писца, доподлинно не знает никто. Те слова, которые подписаны как македонские с точки зрения специалистов могут иметь несколько стандартных ошибок, например, замену «дигаммы» на «тау». Однако, словарь Гесихия источник уникальный и по своей полноте единственный, в том, что касается данных древнемакедонского языка. Как уже упоминалось, Гесихий использовал материалы Америя — македонского учёного-лексикографа, а не просто на слух воспроизвёл слова языка или диалекта, все это делает его записи единственным, хотя — из-за «творчества» писцов — не всегда надёжным, научным источником в вопросах по древнемакедонскому языку. В списке даны слова (включая некоторые топонимы и этнонимы) непосредственно помеченные как македонские, или же косвенно указанные в таком качестве, например, слова, не имеющие параллели в греческом и помеченные, как приведённые Америем.
| Глосса                                     | Значение у Гесихия (греч.) | Глосса                    | Значение у Гесихия (греч.) |
| ------------------------------------------ | --- | ------------------------- | --- |
| <ἄβαγνα>•                                  | ῥόδα n Μακεδόνες | <ἀβαρκνᾷ>                 | κομᾷ † τὲ Μακεδόνες |
| <ἀβαρύ>•                                   | ὀρίγανον Μακεδόνες | <ἀλογεῖ>•                 | σπεῖσον Μακεδόνες |
| <ἀβλόη>•                                   | σπένδε Μακεδόνες | <ἀβροῦτες>•               | ὀφρῦς p Μακεδόνες |
| <ἄγημα>•                                   | τὸ προϊὸν τοῦ βασιλέως τάγμα ἐλεφάντων καὶ ἱππέων καὶ πεζῶν, οἱ δὲ τῶν ἀρίστων τῆς Μακεδονικῆς συντάξεως Σ | <ἀγκαλίς>•                | ἄχθος. καὶ δρέπανον Μακεδόνες |
| <ἄδδαι>•                                   | ῥυμοὶ, ὑπὸ Μακεδόνων | <ἀδῆ>•                    | οὐρανός. Μακεδόνες |
| <ἄδισκον>•                                 | κυκεῶνα. Μακεδόνες | <ἄδραια>•                 | αἰθρία Μακεδόνες |
| <Ἀέροπες>•                                 | ἔθνος, Τροιζῆνα κατοικοῦντες. καὶ ἐν Μακεδονίᾳ γένος | <Ἄθως>•                   | ὄρος b ἐν Μακεδονίᾳ (Ξ 229) |
| <ἀκόντιον>•                                | δοράτιον vgASn μικρὰ λόγχη AS ῥάχιν δὲ Μακεδόνες. καὶ στρατεύματος μέρος Ἀγριανῶν Αἰολεῖς. | <ἀκρέα>•                  | παῖς θήλεια. Μακεδόνες. |
| <ἀκρουνοί>•                                | ὅροι, ὑπὸ Μακεδόνων | <ἄλιζα>•                  | ἡ λεύκη τὸ δένδρον. Μακεδόνες |
| <ἀλίη>•                                    | κάπρος. Μακεδόνες | <Ἀνθεμουσία>•             | τάγμα τι παρὰ Μακεδόσιν ἐξ Ἀνθεμοῦντος, πόλεως Μακεδονίας |
| <ἄξος>•                                    | ὕλη, παρὰ Μακεδόσιν | <ἀορτής>•                 | [ξιφιστής S,] ὑπὸ Μακεδόνων [ἄγγος] [ἄγγος δερμάτειον ἱματίων S |
| <ἀράντισιν>•                               | ἐρινύσι. Μακεδόνες | <ἀργιόπους>•              | ἀετός. Μακεδόνες |
| <Ἄρητος>•                                  | Ἡρακλῆς, παρὰ Μακεδόσιν | <ἀρκόν>•                  | σχολήν. Μακεδόνες |
| <ἀρφύς>•                                   | ἱμάς. Μακεδόνες | <ἄσπιλος>•                | χείμαῤῥος, ὑπὸ Μακεδόνων |
| <βαβρήν>•                                  | ὑπόστασις ἐλαίου, κατὰ Μακεδόνας | <βαδάς>•                  | κίναιδος. ὡς Ἀμερίας |
| <Βαθάλη>•                                  | κρήνη. Ἀμερίας | †<βαθάρα>•                | πυκλιή, Μακεδόνες. πυρλός, Ἀθαμᾶνες |
| <βαίβυκος>•                                | πελεκᾶνος Φιλίτας (fr. 47 K.), Ἀμερίας δὲ βαυβυκᾶνας | <βηματίζει>•              | τὸ τοῖς ποσὶ μετρεῖν. ἔστι δέ πως ἡ λέξις Μακεδονική |
| †<βηνῶσα>•                                 | ἡ φωνὴ τῶν προβάτων | [<Γάμψηλοι>•              | πόλις Μακεδονίας] |
| <βίῤῥοξ>•                                  | δασύ. Μακεδόνες | <γάρκαν>•                 | ῥάβδον. Μακεδόνες |
| <γόλα>•                                    | ἔντερα. Μακεδόνες | <γοτάν>•                  | ὗν. Μακεδόνες |
| <γυλλάς>•                                  | εἶδος ποτηρίου, παρὰ Μακεδόσιν | <γῶπας>•                  | κολοιούς. Μακεδόνες |
| <δαίτας>•                                  | μεριστάς Sn <Μακεδόνες> nw | <δανῶν>•                  | κακοποιῶν. κτείνων. Μακεδόνες |
| <Δάῤῥων>•                                  | Μακεδονικὸς δαίμων, ᾧ ὑπὲρ τῶν νοσούντων εὔχονται | <δάρυλλος>•               | ἡ δρῦς, ὑπὸ Μακεδόνων |
| <δρεπανηφόρα ἅρματα>•                      | τοὺς Μακεδόνας φασὶ πρώτους χρήσασθαι | †<δρῆες>•                 | στρουθοί (vgn) s Μακεδόνες |
| <Δύστρος>•                                 | ὑπὸ Μακεδόνων μήν | <δώραξ>•                  | σπλήν hw ὑπὸ Μακεδόνων |
| [<Ἔορτος>• ἢ] <Ἐορδός>•                    | Μακεδών, ἀπὸ ἔθνους | <ἐπιδειπνίς>•             | Μακεδονικὸς κώθων, ἥδυσμα. †ἐθισμός |
| <Ζειρηνίς>•                                | Ἀφροδίτη ἐν Μακεδονίᾳ | <Ἠμαθίη>•                 | Μακεδονία (Ξ 226) |
| <ἥμεναι, οἷά τε φύλλα μακεδνῆς αἰγείροιο>• | οὕτως ἔφη, ἤτοι ἐπεὶ τὰ φύλλα τῆς αἰγείρου ἀλλήλοις ἀντέστραπται, οὕτω καὶ <αἱ> Ἀλκίνου θεράπαιναι προσεῖχον τοῖς ἔργοις πάνυ, ἀλλήλοις ἀντεστραμμέναι• ἢ ὥσπερ πυκνὰ τὰ τῆς αἰγείρου φύλλα, οὕτω κἀκεῖναι θλιβόμεναι ἐκρέκοντο (η 106) | <θούριδες>•               | νύμφαι. Μοῦσαι. Μακεδόνες |
| <ἰζέλα>•                                   | ἀγαθῇ τύχῃ. Μακεδόνες | <ἴλαξ>•                   | ἡ πρῖνος, ὡς Ῥωμαῖοι καὶ Μακεδόνες |
| <ἰν δέᾳ>•                                  | μεσημβρίᾳ. Μακεδόνες | <Ἰχναίην χώραν>•          | τὴν Μακεδονίαν (p), ἔνθα τὸ μαντεῖον ὁ Ἀπόλλων κατέσχε, καὶ τιμᾶται <Ἰχναίη Θέμις> (h. Apoll. 94)                                                                                           |
| <κἄγχαρμον>•                               | τὸ τὴν λόγχην ἄνω ἔχον. [Μακεδόνες] | <καλαῤῥυγαί>•             | τάφροι. Ἀμερίας |
| <κάλιθος>•                                 | οἶνος. Ἀμερίας | <καμαστίς>•               | μέτρον τι. Ἀμερίας |
| <κάραβος>•                                 | ἔδεσμα, ὥς φασιν, ὠπτημένον ἐπ' ἀνθράκων. ὑπὸ δὲ Μακεδόνων ἡ πύλη. καὶ τὰ ἐν τοῖς ξηροῖς ξύλοις σκωλήκια. καὶ τὸ θαλάττιον ζῷον | <καρπαία>•                | ὄρχησις Μακεδονική |
| <κίκεῤῥοι>•                                | ὦχροι. Μακεδόνες | <Κισσοῦς>•                | ὄρος ἐν Μακεδονίᾳ. καὶ πόλις Θρᾴκης |
| [<κομμάραι ἢ κομάραι>•                     | καρίδες. Μακεδόνες] | †<Κόραννος>•              | βασιλεὺς Μακεδονίας |
| <κυνοῦπες>•                                | ἄρκτος. Μακεδόνες | †<λακεδάμα>•              | ὕδωρ ἁλμυρὸν ἄλικι ἐπικεχυμένον, ὃ πίνουσιν οἱ τῶν Μακεδόνων ἀγροῖκοι |
| <Λακεδαίμων>•                              | ἡ Σπάρτη. καὶ ποτὲ μὲν [ἡ Πελοπόννησος] ἡ χώρα πᾶσα• ποτὲ δὲ πόλις ὁμώνυμος τῇ χώρᾳ (Β 581) | <λείβηθρον>•              | ῥεῖθρον. [ὀχετόν S. κρουνόν, καὶ τόπος ἐν Μακεδονίᾳ καὶ <κατὰ> τὸν Ἑλικῶνα |
| <Λυγκαίη>•                                 | πόλις Μακεδονίας | <μακεδνὰ σκῦλα>•          | τὰ οὐράνια καὶ μεγάλα. ἢ ὅτι <τὰ> τρόπαια μετέωρα ἵσταται |
| <μακεδνή>•                                 | μηκεδανή. μακρά. ὑψηλή (η 106) | <μακεσίκρανος>•           | ἔποψ. διὰ τὸ ἔχειν ἐπὶ τῆς κεφαλῆς καθάπερ λόφον. καὶ κορυθαίολον αὐτὸν λέγουσι. πολυώνυμον δὲ [λέγε- ται] τὸ ζῷον• σίντην τε γὰρ αὐτὸν καὶ ἀλεκτρυόνα καὶ γέλα- σον λέγουσι                |
| <Μακετία>•                                 | ἡ Μακεδονία | <μάκιστος>•               | ποῤῥώτατος. ὄφελος ἔχοντα |
| <μακιστήρ>•                                | βέλος. τάσσεται δὲ καὶ ἐπὶ τοῦ μεγάλου (Aesch. Pers. 698) | †<μάκιστι>•               | λοιμός |
| <Μάκκος>•                                  | ... βασιλεύς | <ματτύης>•                | ἡ μὲν φωνὴ Μακεδονική, ὄρνις. καὶ τὰ ἐκ τοῦ ζωμοῦ αὐτοῦ λάχανα περιφερόμενα |
| <Μυσίων Ὀλυμπίων>•                         | ἐπεὶ πλείους εἰσὶν Ὄλυμποι Μακεδονίας καὶ Θετταλίας• ἔνιοι δὲ δεκατέσσαρας ἠρίθμησαν | <Νῦσα>• καὶ <Νυσήϊον>•    | ὄρος, οὐ καθ' ἕνα τόπον. ἔστι γὰρ Ἀραβίας, Αἰθιοπίας, Αἰγύπτου, Βαβυλῶνος, Ἐρυθρᾶς, Θρᾴκης, Θετταλίας, Κιλικίας, Ἰνδικῆς, Λιβύης, Λυδίας, Μακεδονίας, Νάξου, περὶ τὸ Πάγγαιον, τόπος Συρίας |
| <Ξανθικά>•                                 | ἑορτὴ Μακεδόνων, Ξανδικοῦ μηνὸς ἢ Ξανθικοῦ ἀγο- μένη. ἔστι δὲ καθάρσιον τῶν στρατευμάτων | <Ὀλύμπια δώματ' ἔχοντες>• | οἱ τὸν Ὄλυμπον κατοικοῦντες θεοί, ὅ ἐστιν ὄρος ἐν Μακεδονίᾳ, καὶ οὐρανός (Α 18) |
| <Ὄλυμπος>•                                 | οὐρανός, θεοῦ οἰκητήριον. καὶ ὄρος ἐν Μακεδονίᾳ r. Avg | <παραός>•                 | ἀετὸς ὑπὸ Μακεδόνων <Πελλαῖον>• [φαιόν. καὶ] Μακεδονικόν <περί[πε]τ[ε]ια> καὶ |
| <περιῆτες>•                                | περιῆτες μὲν οἱ φύλακες, περί[πε]- τ[ε]ια δὲ Μακεδονικὴ ἑορτή | <πέχαρι>•                 | ἔλαφος. Ἀμερίας |
| <πίγγαν>•                                  | νεόσσιον. Ἀμερίας. γλαυκόν | <Πιερία>•                 | ὄρος. [ἢ λιπαρά] |
| <Πιερίδες>•                                | αἱ Μοῦσαι ἐν Μακεδονίᾳ <Πιέρι..>• ἡ ἀκρώρεια τοῦ ἐν Μακεδονίᾳ ὄρους | <Πίπλ(ε)ιαι>•             | αἱ Μοῦσαι ἐν τῷ Μακεδονικῷ Ὀλύμπῳ, ἀπὸ κρήνης Πι- πλείας |
| <ῥάματα>•                                  | βο[ς]τρύδια. σταφυλίς. Μακεδόνες [<ῥαμάς>• ὁ ὕψιστος θεός] | <ῥοῦτο>•                  | τοῦτο. Μακεδόνες |
| <σάρις[ς]α>•                               | δόρυ μακρόν, εἶδος ἀκοντίου Ἑλληνικοῦ, σπάθη βαρβαρική. Μακεδόνες | <σαυᾶδαι>•                | σαῦδοι. Ἀμερίας τοὺς σειλείνους οὕτω καλεῖσθαί φησιν ὑπὸ Μακεδόνων |
| <σαυτορία>•                                | σωτηρία. Ἀμερία(ς) | <σκοῖδος>•                | ἀρχή τις παρὰ Μακεδόσι τεταγμένη ἐπὶ τῶν δικαστηρίων. |
| <σμώγη>•                                   | ῥανίς. τὸ τυχόν. Ἀμερίας βο(ύ)γλωσσον | <Στρεψαῖοι>•              | ἔθνος περὶ Μακεδονίαν |
| <Σχερίη>•                                  | ἡ Σχερία. ἡ τῶν Φαιάκων χώρα, ἢ νῆσος Κέρκυρα τὸ πρότερον οὕτως ἐκαλεῖτο | <σχερόν>•                 | κῦμα ἕτοιμον. Ἀμερίας |
| <σχερός>•                                  | ἀκτή, αἰγιαλός | <ταγόναγα>•               | Μακεδονική τις ἀρχή |
| <τεθολωμένον>•                             | μεμυρισμένον | <τεθολώς>•                | ἀνάπλεως. Ἀμερίας |
| <τεθο(ω)μένον>•                            | ὠξυμμένον. καὶ | <ἐθόωσα>                  | ὤξυνα |
| (*)<ὑφαίνει>•                              | ἐμπρῆσαι. ὑφᾶται. Ἀμερίας | <Χαλαστραίων συῶν>•       | [πόλις τῆς Μακεδονίας καὶ λίμνη ἔνθα τὸ Χαλαστραῖον νίτρον γεγένηται |

Как видно из списка много македонского материала восходит непосредственно всё к тому же Америю — единственному македонскому учёному-лексикографу, о котором сохранились какие-либо сведения. Возможно, что упоминаемый иногда, составленный им словарь был словарём в том числе македонского диалекта (языка), также там были данные по Гомеровскому эпическому диалекту и др.
Лексика у Гесихия Александрийского и других античных и раннесредневековых авторов, прямо или косвенно помеченная как «македонская», или «так македоняне (говорят)»
Большинство этих слов считается древнемакедонскими большинством современных учёных. Ниже приведены слова и этимологические комментарии к ним.
- ἄβαγνα ábagna 'розы' (Гес. аттический диалект ῥόδα; возможно дорический диалект ἀβός abós 'юный, цветистый, пышный' + ἁγνός hagnós 'чистый, девственный')
- ἀβαρύ abarý 'oregano' (Гес. ὀρίγανον oríganon, возможно аттическая приставка α a — 'не' + βαρύ barý 'тяжёлый')
- ἀβαρκνᾷ abarknai κομᾷ † τὲ Μακεδόνες Текст повреждён komai? ἄβαρκνα abarkna голод.
- ἀβροῦτες или ἀβροῦϜες abrûtes или abrûwes 'брови' (Гес., аттическое ὀφρῦς ophrûs вин. мн.ч., ὀφρύες ophrúes им., протоиндоевропейское *bhru-)
- ἄγημα ágēma, 'отборный отряд, охрана' (Гес., аттическое ἄγημα ágēma, протоиндоевропейское *ag-); cf. (Полибий, История, 5.65.2)
- ἀγκαλίς ankalís 'вес, тяжесть, груз' или 'серп' Гес. аттическое ἄχθος ákhthos или δρέπανον drépanon, LSJ аттическое ἀγκαλίς ankalís 'узел (вязанка)', или во мн.ч. ἀγκάλαι ankálai 'руки', ἄγκαλος ánkalos 'охапка, пучок', ἀγκάλη ankálē согнутая рука' или 'что-то плотно обхвачённое', as the arms of the sea, протоиндоевропейское *ank 'сгибать')
- ἀδῆ adē 'чистое небо' или 'высшее небо' Гес. οὐρανός ouranós 'небо', LSJ and Pokorny аттическое αἰθήρ aithēr 'эфир, высшее, чистейшее небо', отсюда 'ясное небо, небеса')
- ἄδραια ádraia 'хорошая погода, безоблачное небо' (Гес.). аттическое αἰθρία aithría, протоиндоевропейское *aidh-)
- ἀκρέα akrea девушка (Аттическое κόρη korê, Ионийское kourê, Дорийское/Эолийское kora, Аркадийское korwa, Лаконическое kyrsanis (Ἀκρέα, эпитет Афродиты на Кипре, вместо Akraia, по высоте).
- ἀκρουνοί akrounoí 'пограничные камни' им. мн. (Гес.) ὃροι hóroi, LSJ аттическое ἄκρος ákros 'в конце или в крайнем положении', от ἀκή akē 'точка, край', протоиндоевропейское *ak 'предел, точка' или 'острый')
- ἀλίη alíē 'кабан или вид рыбы Capros aper' (Attic kapros) (PIE *ol-/*el- «красный, коричневый» (в названиях животных и деревьев)[25] (Гомеровское ellos фавн, Аттическое elaphos олень, alkê лось)
- ἄλιζα áliza (также alixa) 'ольха' Гес. аттическое λεύκη leúkē 'тополь', возможно Pokorny аттическое ἐλάτη elátē 'пихта, ель', PIE *ol-, *el-)
- ἀμαλή amalē 'мягкий, нежный' fem. (LSJ ἀμαλή, Attic ἁμαλή, ἁπαλή hamalē, hapalē)
- ἄξος áxos 'строевой лес' (Гес. аттическое ὓλη húlē)
- ἀορτής aortēs, 'мечник' (Гес. ξιφιστής; Гомер ἄορ áor 'меч'; аттическое ἀορτήρ aortēr 'ножны меча', греч. αορτήρ aortír 'кобура'; от aorta)
- ἄργελλα árgella 'купальная комната' (киммерийское ἄργιλλα árgilla 'землянка' (у Эфора по Страбону 5.4.5), древнеиндийское argala-ḥ, argalā 'щеколда, засов', протоиндоевропейское *areg-, откуда румынское argea (pl. argele), 'деревянное сооружение', албанское ragal 'хижина')
- ἀργιόπους argiópous 'Орёл (птица)орёл' (LSJ аттическое ἀργίπους argípous 'быстроногий или с бледными ногами', PIE *hrg’i-pods < PIE *arg + PIE *ped)
- ἀργυρὰσπιδες argyraspides (wiki Argyraspides) chrysaspides и chalkaspides (злато- и бронзовощитые)[26]
- Ἄρητος Arētos эпитет или вар-нт имени Геракла то есть — (Ares-подобный)
- ἀρκόν arkón 'досуг, праздность' (LSJ аттическое ἀργός argós 'ленивый, праздный' им. ед. ч., ἀργόν вин.)
- ἀρφύς arhphys (Attic ἱμάς himas лямка, верёвка), (ἁρπεδών harpedôn шнур, пряжа; ἁρπεδόνα Rhodes, Lindos II 2.37).
- ἄσπιλος áspilos 'поток' (Гес. χείμαῤῥος kheímarrhos, аттическое ἄσπιλος áspilos 'неиспачканный, незапятнанный, чистый')
- βαβρήν babrên осадок оливкового масла (LSJ: βάβρηκες babrêkes десны, пища среди зубов, βαβύας babuas грязь)
- βάζω bazô говорить, сказать (Аттич., только в поэт речи) (сравните: phaskô phô) Eustathius’ий цитирующий Heracleides’а Od. pp. 375–376,1654,19-20 (Поэтическое baxis речь Оракула, голос)
- βύκτας buktas ветер (EM 179,3 по Didymus s.v. Aphrodite), сравните phusaô дуть) (Аттич. anemos ветер) (Гомеровское βύκτης buktês бушующий, о ветре, buktaôn anemôn Od.10.20) (buktês ураган, Lycophron.738,756)
- γοτάν gotán 'свинья' вин. ед. ч. (протоиндоевропейское *gwou- 'скот', (аттическое βοτόν botón 'зверь', во мн. ч. βοτά botá 'пасущиеся животные')
- γράβιον grábion 'факел' (протоиндоевропейское *grabh-, 'граб', умбрийское Grabovius бог дуба, по LSJ и Pokorny этимологически связаны с аттическим κράβ(β)ατος kráb(b)atos 'кушетка, кровать', латинское grabātus — которое LSJ происходит от македонского — откуда новогреческое κρεβάτι kreváti 'кровать')
- γυλλάς gyllas разновидность стекла (gyalas Мегарская чаша)
- δαίτας daitas поставщик провизии, официант (Attic daitros)
- δανῶν danōn 'убийца (Attic θανών thanōn умирающий, причастие наст. вр. действ залога)
- δανός danós 'смерть', δανῶν danōn 'убийца' (Гес. аттическое thánatos θάνατος 'смерть', от корня θαν- than-)
- δάρυλλος dárullos 'дуб' (Гес. аттическое δρῦς drûs, протоиндоевропейское *doru-)
- δράμις dramis Македонский хлеб (Фессалийский хлеб daratos)(Athamanian хлеб dramix. (Athenaeus)[27]
- δρῆες drêes или δρῆγες drêges маленькие птицы (Аттич. strouthoi) (Эллийское δειρήτης deirêtês, strouthos, Nicander.Fr.123.) (LSJ: διγῆρες digêres strouthoi, δρίξ drix strouthos)
- δώραξ dôrax селезёнка, splên (Attic θώραξ thôrax грудь, латный нагрудник.
- ἐταῖροι etaîroi 'товарищи' им. мн. ч. (Attic ἑταῖροι hetaîroi, протоиндоевропейское *swe-t-aro < суффиксальная форма *swe)
- Θαῦλος Thaulos эпитет или альтернативное имя Aresа (Θαύλια Thaulia 'праздник на Дорийском в городе Tarentum, θαυλίζειν thaulizein 'праздновать как Доряне', Фессалийское Ζεὺς Θαύλιος Zeus Thaulios, единственное прозвище Зевса, засвидетельствованное в эпиграфике 10 раз, Афинское Ζεὺς Θαύλων Zeus Thaulôn, Афинский род {{Polytonic|[[Θαυλωνίδαι}} Thaulônidai
- Θούριδες Thourides Нимфы Музы (Гомеровское thouros торопящийся, стремительный.
- ἰζέλα izela желание, пожелание удачи (Аттическое agathêi tychêi) (Дорийское bale, abale, Аркадское zele) (Cretan delton agathon)[28] или Фракийское zelas вино.
- ἴλαξ ílax 'каменный дуб, вечнозелённый или алый дуб' (Гес. аттическое πρῖνος prînos, латинское ilex)
- ἰν δέᾳ in dea полдень (Attic endia, mesêmbria) (также Аркадийское in вместо Аттического en)
- καλαῤῥυγαί kalarrhugaí 'канавы, рвы' (Гес. τάφροι — приписывается Америю) -LSJ: амбросийское слово, по Sch.Gen.Iliad 21.259 (в форме kalarua).
- κάραβος kárabos
  - 'ворота, дверь' (Гес. аттическое 'мясо, поджаренное на углях'; аттическое karabos 'жук-олень'; 'речной рак'; 'плавучий маяк'; откуда новогреческое καράβι karávi)
  - 'черви в сухом дереве' (аттическое 'жук-олень, рак')
  - 'морское животное' (аттическое 'рак, имеющие шипы ракообразные; жук-олень')
- καυσία kausia felt разновидность шляпы, используемая Македонцами, образующая часть регалий государей.
- κίκεῤῥοι kí[k]erroi 'бледные (?)' (Гес. аттическое ὦχροι ōkhroi, протоиндоевропейское *k̂ik̂er- 'горох')
- κυνοῦπες kynoupes или kynoutos медведь (Гесихий kynoupeus, knoupeus, knôpeus) (kunôpês с собачьей мордой) (knôps животное особ. змеевидное вместо kinôpeton, слепое acc. Zonar (from knephas тёмный) (если kynoutos knôdês knôdalon животное)
- κλινότροχον klinótrokhon, по Теофрасту вид клёна Стагира, Pokorny γλεῖνον gleînon), LSJ: γλῖνος glînos или γλεῖνος gleînos, Критский клён, лат. Acer creticum', Теофраст. HP3.3.1, 3.11.2.
- κοῖος koios число (Athenaeus[29] Когда же упоминая в разговоре имя собств.Koios, (кто был) Титаном интеллекта; и Македонцы используют koios как синонимичное с arithmos (LSJ: koeô отмечать, воспринимать, слышать koiazô залогодатель, Hes. compose s.v. κοίασον, σύνθες) (Laocoön, thyoskoos наблюдающий за жертвоприношениями, akouô слышать) (Все из PIE корня *keu[30] замечать, наблюдать, чувствовать; слышать.
- κόμβους kómbous 'коренные зубы' вин. мн. ч. (аттическое γομφίους gomphíous, уменьшительное от γόμφος gómphos 'большой, клиновидный болт или гвоздь; любой скрепляющее средство', протоиндоевропейское *gombh-)
- λακεδάμα lakedáma 'подсоленная вода с чесноком', Гес.; по Альбрехту Блументалю -ama соотносится с аттическим ἁλμυρός halmurós 'солёный'; laked- однокоренное с английским leek (лук-порей) возможно с Λακεδαίμων Laked-aímōn, именем спартанцев.
- λείβηθρον' leíbēthron 'поток' (Гес. аттическое ῥεῖθρον rheîthron, также λιβάδιον libádion, 'небольшой поток', уменьшительное от λιβάς libás; протоиндоевропейское *lei, 'течь'); обратите внимание на продуктивный греческий суффикс -θρον (-thron)
- ματτύης mattuês вид птиц (ματτύη mattuê мясной десерт в Македонии или Фессалии) (verb mattuazo приготовить mattue) (Athenaeus)[31]
- παραός paraos орел или разновидность орла (Attic aetos, Pamphylian aibetos) (PIE *por- 'идущий, проход' + *awi- 'птица') (Greek para- 'рядом' + Hes. aos ветер) (наличествует в кач-ве пищи в пассаже Аристофана Lopado…pterygon)
- περιπέτεια peripeteia или περίτια peritia Македонский большой праздник в месяц Перитий. (текст Гесихия περί[πε]τ[ε]ια)
- Πύδνα Púdna, топоним (Pokorny аттическое πυθμήν puthmēn 'дно, нижняя часть, основание сосуда'; протоиндоевропейское *bhudhnā; аттическое πύνδαξ pýndax 'донышко сосуда')
- ῥάματα rhamata гроздь винограда (Ионийский rhagmata, rhages Койне rhôgmata, rhôges, rhax rhôx)
- ῥοῦτο rhouto это (ср.род) (Attic τοῦτο touto)
- σάρισσα са́рисса (также σάρισα сариса), длинное копьё македонской фаланги (Феофраст, Полибий; этимология неясна — Блументаль реконструировал как *skwrvi-entia- к корню 'резать, рубить', но скорее это спекулятивная этимология; возможно аттическое σαίρω saírō 'показать зубы, оскалиться как собака', особенно в насмешке или злобе)
- σίγυνος sigynos копьё (Кипрский диалект sigynon) (Иллирийское sibyne) (Происхождение: иллирийское слово согласно Fest.p. 453 L., цитирующего в свою очередь Ennius) (Кипрское согл. Геродоту и Аристотелю[32] Il. cc., скифское согл. Sch.Par.A.R.4.320 (cf. 111)
- σφύραινα sphuraina, барракуда — sphyraena (Strattis,Македонцы (fr. 28) — (аттич.κέστρα, kestra) (cestra, анг. needle-fish «игла-рыба» совр. греч. σφυρίδα, sfyrida — морской окунь)
- ταγόναγα tagonaga Македонское название администратора, домоуправляющего (Thessalian ταγὸς tagos командир + ἄγωagô вести)
- ὐετής uetês того же самого года Marsyas (аттич. autoetês, поэт. oietês)
- χάρων charôn лев (аттич./поэтич. яростный, о льве, орле вместо charopos, charops нетерпеливый, шустрый, «на измене»)[33].

Слова у Гесихия Александрийского, не помеченные как македонские
Нижеприведенные глоссы считаются древнемакедонскими благодаря фонетическому облику или ряду иных факторов за таковые благодаря фонетическим чертам. Кроме того, следует помнить, что византийские словари, бывшие их источниками, могли иметь всё те же ошибки переписчиков, и в таком случае «македонское» происхождение не может считаться доказанным. Приводятся слова, исключая имена собственные и топонимику.
- ἀγέρδα agerda дикая груша (аттич. ἄχερδος acherdos).
- ἀδαλός adalos пыль от каменного угля (аттич. αἴθαλος aithalos, ἄσβολος asbolos)
- ἄδδεε addee imp. поторапливайся! ἐπείγου (аттич. thee форма повелительного наклонения глагола theô run)
- ἄδις adis 'очаг' (Hes. ἐσχάρα eskhára, LSJ аттич. αἶθος aîthos 'огонь, жарко пылающий')
- αἰδῶσσα aidôssa (Attic aithousa коридор, ведущий от aulê двора до prodomos’а)
- βάσκιοι báskioi 'фасции' (Гес. аттическое δεσμοὶ φρῡγάνων desmoì phrūgánōn, Pokorny и baskioi македонское βασκευταί baskeutaí, аттическое φασκίδες phaskídes, возможно аттическое φάσκωλος pháskōlos 'кожаный мешок', протоиндоевропейское *bhasko-)
- βίξ bix сфинкс (Беотийский phix), (аттич. sphinx)
- δαλάγχα dalancha море (аттич. thalassa) (Ионийский thalassa)
- δεδάλαι dedalai упаковки, связки (Attic dethla, desmai)
- ἐσκόροδος eskorodos tenon (аттич. tormos σκόρθος skorthos tornos ломтик, токарный станок (имеется в виду древний примитивный лучковый токарный станок)[35]
- Εὐδαλαγῖνες Eudalagines Грации Χάριτες (аттич. Εὐθαλγῖνες Euthalgines)
- κάναδοι kanadoi 'челюсти' nom. pl. (аттич. γνάθοι gnathoi, PIE *genu, 'jaw') (Laconian καναδόκα kanadoka порез, рана (V) от наконечника стрелы χηλὴ ὀϊστοῦ)
- λαίβα laiba щит (дорийский λαία laia, λαῖφα laipha) (аттич. aspis)
- λάλαβις lalabis буря (аттич. lailaps)
- ὁμοδάλιον homodalion Isoëtes плауновидное растение (θάλλω thallô  цвести, расцветать)
- ῥουβοτός rhoubotos зелье (Attic rhophema) rhopheo сосать, высасывать, впитывать rhoibdeô втягивать носом.

## Календарь и названия месяцев
Половина названий месяцев древнемакедонского календаря(в общем считающегося одной из древнегреческих календарных традиций) имеет явную греческую этимологию (например Dios, Apellaios, Artemisios, Loos, Daisios), хотя некоторые из остальных названий часто считаются, несмотря на также несомненное протогреческую этимологию явным образом показывают типичные македонские черты (например, Audunaios связывают с «Haides» *A-wid и Gorpiaios/Garpiaios сравнивают с греч. словом «karpos», то есть «плод»).
Ряд древнемакедонских менонимов похожи на названия в иных эллинских календарных системах.
Их русская транскрипция приводится в ряде источников.
- Δίος (Dios, октябрь)
- Απελλαίος (Apellaios, ноябрь, также дорийский месяц — Apellaiōn существовал и тенийский подобный месяц)
- Αυδυναίος или Αυδναίος (Audunaios или Audnaios, декабрь, критский также месяц)
- Περίτιος (Peritios, январь) (и праздник этого месяца; Peritia)
- Δύστρος (Dystros, февраль)
- Ξανδικός или Ξανθικός (Xandikos или Xanthikos, март; также упоминается праздник сего месяца;Xanthika, очищение войска, Гесихий)
  - Ξανδικός Εμβόλιμος (Xandikos Embolimos, вставной 6 раз в 19-летнем цикле)
- Αρτεμίσιος или жеr Αρταμίτιος (Artemisios также Artamitios, апрель, также спартанский, родосский и эпидаврский месяц — Artemisiōn же наличествовал у ионийцев)
- Δαίσιος (Daisios, май)
- Πάνημος или Πάναμος (Panēmos или Panamos, июнь, также эпидаврский, милетский, самосский и коринфский месяц)
- Λώιος (Lōios, июль — Ομολώιος, Homolōios, был также этолийскии, беотийским и фессалийским месяцем)
- Γορπιαίος (Gorpiaios, август)
- Υπερβερεταίος (Hyperberetaios, сентябрь — Hyperberetos был критским месяцем)
  - Υπερβερεταίος Εμβόλιμος (Hyperberetaios Embolimos, вставной 1 раз в 19-летний цикл)